# Leo Hübl
Leo Hübl (* 26. August 1913 in Jokelsdorf, Landkreis Landskron; † 2001) war ein deutscher Verwaltungsjurist.

## Leben
Hübl studierte Rechtswissenschaften an der deutschen Universität in Prag und schloss dort mit Promotion zum Doktor beider Rechte ab. Als Ministerialrat im Bundesministerium der Finanzen legte er 1968 den Gesetzesentwurf für ein neues Umwandlungssteuergesetz vor. Er war Mitarbeiter der 8. Auflage von Blümichs Kommentar zum Gewerbesteuergesetz und war am Gesetzeskommentar von Herrmann/Heuer/Raupach beteiligt. Er publizierte Beiträge zu steuerrechtlichen Fragen und referierte bei den Jahrestagungen der „Arbeitsgemeinschaft der Fachanwälte für Steuerrecht e.V.“ in Wiesbaden. 1974 schied er als Ministerialdirigent aus dem Finanzministerium aus. Seine Stelle wurde von Finanzminister Hans Apel im Zuge von Sparmaßnahmen nicht mehr besetzt. Hübl wechselte als Oberfinanzpräsident nach Karlsruhe.

## Ehrungen
- 1978: Großes Verdienstkreuz der Bundesrepublik Deutschland[7]

## Veröffentlichungen
- Die Änderungen auf dem Gebiet der Gewerbesteuer : Steueränderungsgesetz 1961, Der Betrieb 1961, S. 858
- Erwerb und Einziehung eigener Anteile. Gesamtdarstellung des zivilrechtl. Problems und der steuerrechtl. Beurteilung (Körperschaftsteuer, Einkommensteuer, Einheitsw. des Betriebsvermögens, Kapitalverkehrsteuern), Deutsche Steuer-Zeitung 1963, S. 164–171
- Bemerkungen zum Gewerbesteuer-Änderungsgesetz (1963), Deutsche Steuer-Zeitung 1963, S. 296
- Organtheorien im Körperschaftsteuerrecht, Deutsche Steuer-Zeitung 1965, S. 17–25
- Die körperschaftsteuerliche Organschaft und das neue Konzernrecht, Betriebs-Berater 1965, S. 53 ff.
- Deutsche Steuern aktuell. Nr. 2. Körperschafts-, Gewerbe- und Umsatzsteuer 1965. Hübl und Dr. Berkenheide erläutern die für die Veranlagung 1965 erheblichen Rechtsänderungen, Sprechplatte 33/min, Sprecher: Adalbert Uelner, Verlag des Wissenschaftlichen Instituts des Steuerbevollmächtigten, Bonn 1966
- Die künftige Besteuerung des Kreditgewerbes auf Grund des zweiten Steueränderungsgesetzes 1967, Deutsche Steuer-Zeitung 1968, S. 105 ff.
- Walter Blümich, Werner Steinbring, Leo Hübl: Gewerbesteuergesetz: nebst Durchführungsverordnung, Einführungsgesetz (auszugsweise) und Verwaltungsanweisungen, 8. völlig neubearb. Aufl., Vahlen, Berlin und Frankfurt/M. 1968. - XL, 1272 S.
- Gedanken zum neuen Organschaftserlaß - Voraussetzungen der Organschaft, Deutsche Steuer-Zeitung 1972, S. 81–95
- Die gesetzliche Regelung der körperschaftssteuerrechtlichen Organschaft, Deutsche Steuer-Zeitung 1972, S. 146–150
- Bemerkungen zur Einbringung von Betrieben in eine Kapitalgesellschaft, Jahrbuch der Fachanwälte für Steuerrecht, 1973/74, S. 130 ff.